# Radislav Krstić

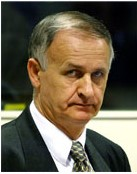
Radislav Krstić, 2014

Radislav Krstić (serbisch-kyrillisch Радислав Крстић; * 15. Februar 1948 in Vlasenica, Jugoslawien) ist ein verurteilter Kriegsverbrecher und war im Bosnienkrieg von Oktober 1994 bis 12. Juli 1995 Chef des Generalstabs und stellvertretender Kommandant des Drina-Korps der Vojska Republike Srpske (Armee der Republika Srpska; VRS). Er wurde im Juni 1995 zum Brigadegeneral befördert. Am 13. Juli 1995 übernahm er das Kommando des Drina-Korps.
Das Massaker von Srebrenica geschah in einem Gebiet, das unter der Verantwortung des Drina-Korps stand, ein Korps der Armee der Republika Srpska. Radislav Krstić war Divisionsgeneral in der Armee der Republika Srpska und Kommandant des Drina-Korps.
Radislav Krstić wurde am 2. Dezember 1998 von SFOR-Soldaten verhaftet und am folgenden Tag an den Internationalen Strafgerichtshof für das ehemalige Jugoslawien überführt. Dort wurde er zu 46 Jahren Haft verurteilt. 2004 kam die Berufungskammer desselben Tribunals zu dem Urteil, dass Krstić nicht wegen Völkermords, sondern wegen Beihilfe zum Völkermord zu belangen sei und reduzierte die Strafe auf 35 Jahre Haft. Ab Ende 2004 verbüßte er diese Strafe in Großbritannien. Am 7. Mai 2010 wurde er von drei muslimischen Mitgefangenen aus Rache schwer verletzt, die dafür zu Lebenslang verurteilt wurden. Kristic wurde zu seinem Schutz zunächst in die Niederlande, 2014 nach Polen verlegt.
In einem im November 2024 veröffentlichten Brief, der sich unter anderem an die serbische Öffentlichkeit richtete, der aber auch eine Bitte an das Tribunal war, ihm die verbleibende Strafe zu erlassen, räumte er ein, den Völkermord gefördert und unterstützt zu haben. Die Gesellschaft müsse darüber nachdenken und zukünftig keine Tode wegen einer anderen Religions- oder Nationszugehörigkeit oder anderen Überzeugungen mehr zulassen. Das Srebrenica-Gedenkzentrum forderte eine volle Zusammenarbeit mit der Justiz, um die Orte zu finden, an denen immer noch über 7000 Personen vermisst würden.